# Niklas Tasky
Niklas Tasky (* 11. Februar 1991 in Hannover) ist ein deutscher Fußballspieler.

## Karriere
Tasky begann mit dem Fußballspielen in bei Hannover 96. Für seinen Verein bestritt er 23 Spiele in der B-Junioren-Bundesliga, bei denen ihm insgesamt ein Tor gelang. Im Winter 2009 wechselte er in die Jugendabteilung des SC Langenhagen. Dort wurde er im Sommer 2010 in den Kader der ersten Mannschaft in der Oberliga Niedersachsen aufgenommen. Nach 37 Spielen für seinen Verein wechselte er in der folgenden Spielzeit in die Regionalliga Nord zum TSV Havelse. Für seinen Verein bestritt er 32 Spiele in der Liga und wurde am Ende der Saison Niedersachsenpokal-Sieger. Im Sommer 2012 erfolgte sein Wechsel in die Regionalliga Südwest zur zweiten Mannschaft des 1. FC Kaiserslautern. Nach zwei Spielzeiten und 61 Spielen in der Liga wechselte er im Sommer 2014 zum VfR Mannheim in die Oberliga Baden-Württemberg. Nachdem er für seinen Verein zu sieben Einsätzen gekommen war, wechselte er im Winter 2015 zurück in die Regionalliga Südwest zum FC Nöttingen. Mit seinem Verein gewann er am Ende der Saison den Badischen Pokal, schloss sich aber im Sommer 2015 ligaintern der SpVgg Neckarelz an. Nach 18 Spielen für seinen Verein wechselte er zurück nach Niedersachsen und schloss sich dem TSV Krähenwinkel/Kaltenweide in der Landesliga Hannover an. Nach nur einem Einsatz für seinen Verein begann er ein Studium in der USA an der Lynn University in Boca Raton, Florida und spielte dort College Soccer für die Lynn Fighting Knights. Außerhalb der College-Saison spielte er bei seinem früheren Verein TSV Havelse in der Regionalliga Nord.
Nach Beendigung seines Studiums schloss er sich im Februar 2019 wieder dauerhaft dem TSV Havelse an. Nachdem er dort seinen Vertrag mehrmals verlängerte, zuletzt im Februar 2021, gelang ihm mit seinem Verein in der Saison 2020/21 der Aufstieg in die 3. Liga nach zwei 1:0-Siegen über den 1. FC Schweinfurt 05. Am 24. Juli 2021, dem 1. Spieltag, gab er schließlich sein Profidebüt bei der 0:1-Heimniederlage gegen den 1. FC Saarbrücken, bei der er in der Startformation stand. Insgesamt bestritt er 24 Drittligaspiele und stieg mit der Mannschaft am Saisonende wieder in die Regionalliga ab.

## Erfolge
TSV Havelse
- Aufstieg in die 3. Liga: 2021
- Niedersachsenpokal-Sieger: 2012, 2020

FC Nöttingen
- Badischer-Pokal-Sieger: 2014/15